# Chelonus moriokensis
Chelonus moriokensis är en stekelart som beskrevs av Watanabe 1937. Chelonus moriokensis ingår i släktet Chelonus och familjen bracksteklar. Inga underarter finns listade i Catalogue of Life.